# رستم أخمياروف
رستم أخمياروف مواطن روسي اُعتقل خارج نطاق القضاء من قِبل الولايات المتحدة في معتقل غوانتانامو. رقم الاعتقال التسلسلي الخاص به كان 573. ولد في 24 أكتوبر 1979 في تشيليابينسك في روسيا.
تم تسليمه إلى روسيا في أوائل عام 2004، وفي يوليو 2004 تم إطلاق سراحه من السجون الروسية.
في 27 أغسطس 2005 أُعيد اعتقاله من قبل الأمن الروسي مع معتقل آخر سابق في غوانتانامو، وتم إيداعه في أحد السجون في تتارستان. وفقا حيدر جمال رئيس اللجنة الإسلامية في روسيا أنه عندما زار رستم وزميله المملكة المتحدة تم استضافتهم من قبل منظمة العفو الدولية، وقاموا بإدلاء شهادتهم حول حقوق الإنسان والانتهاكات في روسيا، وليس فقط في غوانتانامو. لذلك فإنه كان يتوقع أن يتم القبض عليهما بتهم ملفقة. وتم إطلاق سراحهم من الاحتجاز في 2 سبتمبر 2005.